# アコムインターナショナル
アコムインターナショナル（ACOM INTERNATIONAL）は、2006年まで開催されていた日本ゴルフツアー機構（JGTO）公認の男子ゴルフトーナメントの一つで、その名の通り、消費者金融大手のアコムの主催で行われていた。
しかし、消費者金融大手の業績悪化が相次いだことなどを理由に2006年大会を最後に幕を閉じた。
1983年にダブルスによる大会「アコムダブルス」として開催され、ベストボールマッチで行われてきた。1990年のアコムP.T.（ポイントターニー、1991年に現在の名称に変更）から1998年までステーブルフォード競技として実施。1999年以降は現在のストロークプレー方式で行われていた。
テレビ中継はテレビ東京をはじめとするTXN系列で放送されていた。

## 歴代優勝者・ペア

### アコムダブルス
- 1983年:呂西釣・呂良煥
- 1984年:磯崎功・島田幸作
- 1985年:マイク・ファーガソン&ブライアン・ジョーンズ（オーストラリア）
- 1986年:飯合肇・東聡
- 1987年:丸山智弘・芹澤信雄
- 1988年:ダグ・テウェル&ボブ・ギルダー（アメリカ）
- 1989年:須藤聡明・青柳公也

### アコムP.T.（ポイントターニー）
- 1990年:ボブ・ギルダー

### アコムインターナショナル
- 1991年:倉本昌弘
- 1992年:井上久雄
- 1993年:トッド・ハミルトン
- 1994年:尾崎直道
- 1995年:桑原克典
- 1996年:細川和彦
- 1997年:金山和雄
- 1998年:横尾要
- 1999年:田中秀道
- 2000年:谷口徹
- 2001年:細川和彦
- 2002年:谷口徹
- 2003年:倉本昌弘
- 2004年:鈴木亨
- 2005年:デビッド・スメイル
- 2006年:小山内護